# Liste der Schiffe der United States Navy/J

## J
- USS J. A. Palmer (SP-319)
- USS J. Alvah Clark (SP-1248)
- USS J. B. Walker (ID-1272)
- USS J. C. Kuhn (1861)
- USS J. Douglas Blackwood (DE-219)
- USS J. Franklin Bell (APA-16)
- USS J. Fred Talbott (DD-156)
- USS J. J. Crittenden (1862)
- USS J. M. Guffey (ID-1279)
- USS J. M. Woodworth (YT-137)
- USS J. R. Y. Blakely (DE-140)
- USS J. Reynor & Son (SP-869)
- USS J. Richard Ward (DE-243)
- USS J. W. Wilder (1859)
- USS J. William Ditter (DD-751/DM-31)
- USS J. William Middendorf (DDG-138)

## Ja
- USS Jacamar (AMc-47, AMCU-25)
- USS Jacana (MSC-193)
- USS Jaccard (DE-355)
- USS Jack (SS-259, SSN-605)
- USS Jack C. Robinson (APD-72)
- USS Jack Miller (DE-410)
- USS Jack H. Lucas (DDG-125)
- USS Jack W. Wilke (DE-800)
- USS Jack Williams (FFG-24)
- USS Jackal ()
- USS Jackdaw ()
- USS Jackson (LCS-6)
- USS Jacksonville (SSN-699)
- USS Jacob Bell ()
- USS Jacob Jones (DD-61, DD-130, DE-130)
- USS Jacona (YFP-1)
- USS Jade (PY-17)
- USS Jaguar (IX-120)
- USS Jallao (SS-368)
- USS Jamaica ()
- USS James Adger (1851)
- USS James C. Owens (DD-776)
- USS James E. Craig ()
- USS James E. Kyes (DD-787)
- USS James E. Robinson (AK-274)
- USS James E. Williams (DDG-95)
- USS James Guthrie ()
- USS James H. Clark ()
- USS James K. Paulding (DD-238)
- USS James K. Polk (SSBN-645)
- USS James L. Davis ()
- USS James M. Gilliss (, AGOR-4)
- USS James Madison (1807, SSBN-627)
- USS James Miller (DD-535)
- USS James Monroe (SSBN-622)
- USS James O’Hara (APA-90)
- USS James River (SP-861, LSMR-510)
- USS James S. Chambers (1861)
- USS James Wooley (YT-45)
- USS Jamestown (1844, PG-55, AG-166)
- USS Jan Van Nassau (1913)
- USS Jane II (SP-1188)
- USS Janssen (DE-396)
- USS Jarrett (FFG-33)
- USS Jarvis (DD-38, DD-393, DD-799)
- USS Jasmine (1863)
- USS Jason (1869, AC-12, AR-8)
- USS Jason Dunham (DDG-109)
- USS Jasper (PYc-13, PC-486)
- USS Java (1815)
- USS Jawfish (SS-356)
- USS Jaydee III (SP-692)

## Je-Ji
- USS Jean (1909)
- USS Jean Sands (1863)
- USS Jeannette (1878, SP-149)
- USS Jeannette Skinner (1917)
- USS Jeff Davis ()
- USS Jeffers (DD-621)
- USS Jefferson (1802, 1814, 1833)
- USS Jefferson City (SSN-759)
- USS Jefferson County (LST-845)
- USS Jekyl (AG-135)
- USS Jenkins (DD-42, DD-447)
- USS Jenks (DE-665)
- USS Jennings County (LST-846)
- USS Jerauld (APA-174)
- USS Jerome County (LST-848)
- USS Jerry Briggs (1918)
- USS Jersey ()
- USS Jessamine (1881, Sp-438)
- USS Jesse L. Brown (FFT-1089)
- USS Jesse Rutherford (DE-347)
- USS Jet (PYc-20)
- USS Jewell (YFB-22)
- USS Jicarilla (ATF-104)
- USS Jimetta (SP-878)
- USS Jimmy Carter (SSN-23)

## Jo
- USS Joanna (SP-1963)
- USS Jobb ()
- USS John A. Bole (DD-755)
- USS John A. Moore (FFG-19)
- USS John Adams (1799, SSBN-620)
- USS John Alexander ()
- USS John B. Hinton ()
- USS John Basilone (DDG-122)
- USS John Blish ()
- USS John C. Butler (DE-339)
- USS John C. Calhoun (SSBN-630)
- USS John C. Stennis (CVN-74)
- USS John Clay ()
- USS John Collins ()
- USS John D. Edwards (DD-216)
- USS John D. Ford (DD-228/AG-119)
- USS John D. Henley ()
- USS John Day River ()
- USS John Dunkin ()
- USS John Ericsson (AO-194)
- USS John F. Hartley ()
- USS John F. Kennedy (CV-67, CNV-79)
- USS John Finn (DDG-113)
- USS John Fitzgerald ()
- USS John Francis Burnes (DD-299)
- USS John G. Olsen ()
- USS John Graham ()
- USS John Griffith ()
- USS John Hancock (DD-981)
- USS John Hood (DD-655)
- USS John J. Powers ()
- USS John J. Van Buren ()
- USS John King (DDG-3)
- USS John L. Hall (FFG-32)
- USS John L. Lawrence ()
- USS John L. Lockwood ()
- USS John L. Williamson (DE-370)
- USS John Land ()
- USS John Lenthall (AO-189)
- USS John M. Bermingham ()
- USS John M. Connelly ()
- USS John M. Howard ()
- USS John Marshall (SSBN-611)
- USS John McDonnell (AGS-51)
- USS John McHale ()
- USS John Mitchell ()
- USS John P. Gray (APD-74)
- USS John P. Jackson ()
- USS John P. Kennedy ()
- John P. Murtha (LPD-26)
- USS John Paul Jones (DD-932/DDG-32, DDG-53)
- USS John Penn ()
- USS John Q. Roberts (APD-94)
- USS John R. Craig (DD-885)
- USS John R. Perry (DE-1034)
- USS John R. Pierce (DD-753)
- USS John Rodgers (DD-574, DD-983)
- USS John S. McCain (DD-928, DDG-56)
- USS John Sealey ()
- USS John W. Crittenden ()
- USS John W. Thomason (DD-760)
- USS John W. Weeks (DD-701)
- USS John Warner (SSN-785)
- USS John Willis (DE-1027)
- USS John Young (DD-973)
- USS Johnnie Hutchins (DE-360)
- USS Johnson County ()
- USS Johnston (DD-557, DD-821)
- USS Johnstown ()
- USS Jolly Roger ()
- USS Jonas Ingram (DD-938)
- USS Jones ()
- USS Jonquil ()
- USS Jordan (DE-204)
- USS Joseph C. Hubbard (APD-53)
- USS Joseph Cudahy ()
- USS Joseph E. Campbell (APD-49)
- USS Joseph E. Connolly (DE-450)
- USS Joseph F. Bellows ()
- USS Joseph Hewes (FFT-1078)
- USS Joseph Holt ()
- USS Joseph K. Taussig (DE-1030)
- USS Joseph M. Auman (APD-117)
- USS Joseph M. Clark ()
- USS Joseph P. Kennedy, Jr. (DD-850)
- USS Joseph Strauss (DDG-16)
- USS Joseph T. Dickman ()
- USS Josephine (, , )
- USS Josephine H. II ()
- USS Josephus ()
- USS Josephus Daniels (CG-27)
- USS Joshua Humphreys (AO-188)
- USS Josiah Willard Gibbs (AGOR-1)
- USS Jouett (DD-41, DD-396, CG-29)
- USS Joy ()
- USS Joyance ()
- USS Joyce (DER-317)

## Ju
- USS Jubilant ()
- USS Jubilee ()
- USS Judge Torrence ()
- USS Julia (, )
- USS Julia Hamilton ()
- USS Julia Luckenbach ()
- USS Juliet ()
- USS Juliette W. Murray ()
- USS Julius A. Furer (FFG-6)
- USS Julius A. Raven (APD-110)
- USS Junaluska ()
- USS Juneau (CL-52, CL-119, LPD-10)
- USS Juniata (, , )
- USS Juniata County (LST-850)
- USS Juniper (, )
- USS Jupiter (AC-3)
- USS Justice ()
- USS Justin (, )